# Prudential do Brasil
Prudential do Brasil é uma seguradora brasileira especializada em seguros de vida (excluindo VGBL), com sede no Rio de Janeiro. Criada em 1997, a empresa é subsidiária da Prudential Financial, uma companhia de serviços financeiros norte-americana que atua em mais de 50 países.
A empresa oferece planos individuais e coletivos de seguros de vida por meio de corretores franqueados (chamados Life Planner®), parcerias comerciais e corretores de vida em grupo. Atualmente, a Prudential do Brasil conta com cerca de 1400 colaboradores, mais de 4 milhões de vidas seguradas, e possui um total de  R$ 800 bilhões de capital segurado.

## História da Prudential do Brasil
A Prudential do Brasil é uma subsidiária da Prudential Financial, Inc., uma das maiores empresas de serviços financeiros do mundo, com 145 anos de história e inserção em mais de 50 países. A empresa chegou ao Brasil em 1997 por meio de uma joint venture com a Bradesco Seguros, a Prudential-Bradesco, atuando no ramo de seguros de vida.
Os corretores, que iniciaram as atividades em janeiro de 1998, tornaram-se um dos primeiros grupos especializados em proteção familiar no Brasil. No mesmo ano, foram abertos os sete primeiros pontos de apoio da seguradora: três no Rio de Janeiro (RJ), três em São Paulo  (SP) e um em Ribeirão Preto (SP).
Em julho de 2002, a Prudential Financial, Inc. adquiriu as ações da Bradesco Seguros e tornou-se uma seguradora independente, com o nome Prudential do Brasil. Em 2004, a empresa adotou o modelo pioneiro de franquia na comercialização de seguros de vida individual. Hoje, a companhia soma mais de 30 pontos de apoio no país, que prestam suporte a mais de 1.500 corretores franqueados.
Para expandir suas operações, a Prudential do Brasil iniciou o canal de parcerias comerciais em 2013, reunindo sete parceiros até o momento. Em 2017, a companhia  ingressou no segmento de vida em grupo, oferecendo proteção direcionada a clientes do meio corporativo.

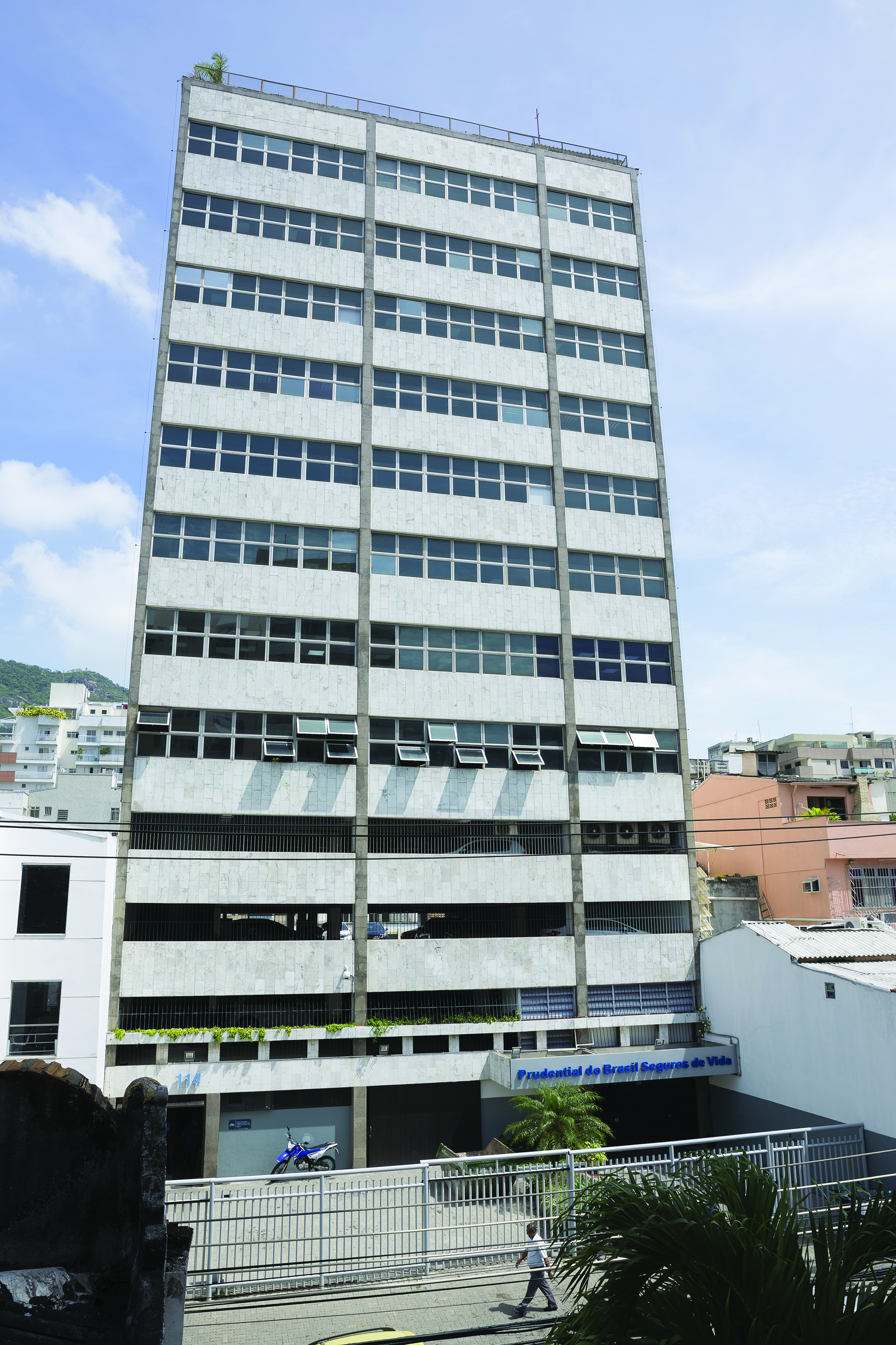
Sede da Prudential do Brasil no Rio de Janeiro (RJ)

A Prudential do Brasil registrou na última década um crescimento médio de 31% ao ano, e, em 2019, registrou um faturamento de R$ 2,9 bilhões. A empresa soma mais de 2,4 milhões de vidas seguradas e já retornou à sociedade cerca de R$ 1 bilhão em benefícios pagos.

## Prêmios e certificações
Great Place To Work
- Ranking 30 melhores empresas para se trabalhar no Rio de Janeiro[8];
- Ranking 130 melhores empresas para se trabalhar no Brasil[9].

Prêmio Segurador Brasil
- Líder de Mercado – Vida Individual (quatro prêmios consecutivos, entre 2013 e 2016)[10].

Prêmio Aberje Regional (RJ/ES)
- Comunicação e Relacionamento com o Público Interno (1º lugar, case “Novos Canais de Comunicação Interna”, 2014).

Clube de Vida em Grupo do Rio de Janeiro (CVG-RJ)
- Seguradora de Vida Individual do Ano (seis prêmios consecutivos, entre 2010 e 2015)[11].

Guia Você S/A Exame
- Ranking 150 melhores empresas para se trabalhar no Brasil[12].

## Responsabilidade social
Em todo o mundo, as operações da Prudential desenvolvem programas que incentivam funcionários, prestadores de serviços, corretores franqueados, parceiros, clientes e familiares a participar de atividades de responsabilidade social.  Seguem alguns dos programas desenvolvidos pela Prudential:
- Dia Internacional do Voluntariado: dia de ações solidárias em instituições do terceiro setor, tais como: creches, orfanatos, asilos e hospitais.
- Prêmio Kiyo Sakaguchi (Kiyo Sakaguchi Golden Heart Memorial Award): reconhecimento anual para corretores franqueados envolvidos em ações de trabalho voluntário. Dedica o valor de US$ 10 mil à instituição social sem fins lucrativos com a qual o corretor comprove ter contribuído[13].
- Prêmio Prudential Espírito Comunitário: implementado no Brasil em 2015[14], reconhece ações de voluntariado realizada por jovens em prol do bem-estar social e ambiental.
- Projeto Dotal Criança: realizado anualmente em setembro, destina 1% de todo o valor arrecadado com as apólices ativas do Seguro Dotal Criança à projetos sociais voltados a crianças[15].

## Projetos culturais
- Teatro Prudential: espaço especial localizado no Rio de Janeiro (RJ), dedicado a eventos culturais e artísticos[16].
- Prudential Concerts: promove espetáculos exclusivos de música erudita e ritmos populares em diversas cidades do Brasil.

## Ligações Externas
- Site Prudential do Brasil
- Site Prudential Financial, Inc.
- Site Prêmio Prudential Espírito Comunitário
- Site Teatro Prudential do Brasil
- Facebook
- Instagram
- Linkedin